# Cecilia Loftus
Cecilia Loftus, née le 22 octobre 1876 à Glasgow et morte le 12 juillet 1943 à New York, est une actrice britannique.

## Biographie
Elle est née à Glasgow, son père Ben Brown (1848–1926), chef d'entreprise, et sa mère Marie Loftus (1857–1940) actrice de comédie burlesque.
Elle étudie au Couvent de 'The Holy Child' à Blackpool en Angleterre et en 1890 au Couvent de 'Layton Hill' à Blackpool. En juillet 1893, à 17 ans elle débute au 'Oxford Music Hall' à Londres et plus tard au 'Palace théâtre' avec Yvette Guilbert.
En 1894, elle joue dans des vaudevilles au 'Théâtre Lyceum' à New York avec Ada Rehan et Augustin Daly. Elle fait une tournée avec une troupe à Washington DC, à Saint-Louis et à Chicago, elle y joue "Miss Cécile". En 1895, elle joue avec Vesta Tilley et Harry Lauder. En 1902 elle joue avec Henry Irving au théâtre 'the Knickerbocker'.
Elle a été mariée avec l'écrivain irlandais Justin Huntly McCarthy à Blackburn en 1893, ils ont divorcé. En 1908, elle se marie avec Alonzo Higbee Waterman, un médecin, ils divorcent en 1920. En novembre 1922, elle est arrêtée pour possession de morphine et d'atropine.
Elle débute au cinéma en 1910.
Elle décède d'une attaque cardiaque dû à son alcoolisme au Lincoln Hotel à New York le 12 juillet 1943.

## Filmographie
- 1940 : Double Chance
- 1940 : L'Oiseau bleu